# SWEET SWITCH
『SWEET SWITCH』（スウィートスイッチ）は、日本のヴィジュアル系ロックバンドであるメガマソが2009年7月8日にリリースした4作目のアルバム（フルアルバム）である。

## 販売形態
- SWEET SWITCH 初回限定盤 （CD＋DVD）
- SWEET SWITCH 通常盤 （CD）

初回限定盤のDVDには2009年4月4日に赤坂BLITZで行われたライブの一部が収録されている。

## 収録曲
1. ザワールドイズマイン
  - 作詞・作曲：涼平
2. white,white
  - 作詞・作曲：涼平
  - 4thシングル。
3. In the shadow of the lyrics
  - 作詞・作曲：涼平
4. エアステイシヨンダンス
  - 作詞・作曲：涼平
5. howling fragment
  - 作詞・作曲：涼平
  - 当初、シングル「BLESS」のカップリング曲としてこの曲と「肌色」の2曲が候補に上がっていたが、最終的には「肌色」が選ばれ、この曲は今作へ収録されることとなった[1]。
6. BLESS
  - 作詞・作曲：涼平
  - 5thシングル。
7. シュガーレスノクターン
  - 作詞・作曲：涼平
8. そだばべ似顔
  - 作詞・作曲：涼平
9. 聖なるかな聖なるかな聖なるかな、氷うさぎたちと。
  - 作詞・作曲：涼平
  - 曲名の「聖なるかな聖なるかな聖なるかな」は「さんせいしょう」と読む[2]。（詳しくはレクイエムを参照。）
10. 赤口
  - 作詞・作曲：涼平
11. ビューティフルガール
  - 作詞・作曲：涼平
  - 3rdシングル。
12. 小船置き場の家
  - 作詞・作曲：涼平

### 初回限定盤特典
- ライブDVD 「メガマソ春ツアー2009-TOUR FINAL-"BLITZ OVER THE GLITTER!"」

1. ライデンムシュフシュ
  - 配信限定音源。
2. スウィトスキンライクアキャンディ
3. 俯瞰の翼
4. ビューティフルガール
5. 肌色
6. マンドレイクウサギコナグスリ
7. white,white
8. 純粋培養
  - コナミ（現・コナミデジタルエンタテインメント）から発売された音楽ゲーム『GuitarFreaksV6 BLAZING!!!! ＆ DrumManiaV6 BLAZING!!!!』収録曲[3]。後に『トワイライトスター』の初回盤Bに収録されるまではアーケード筐体とサウンドトラックか、このDVDでしか聴くことができなかった。
9. SUPERNOVA
  - 2009年1月12日にSHIBUYA AXで行われたワンマンライブの会場限定音源。
10. 機械化人マディソンの友達
11. BLESS
12. 涙猫